# Павлівська волость (Олександрівський повіт)
Павлівська волость — історична адміністративно-територіальна одиниця Олександрівського повіту Катеринославської губернії.
Станом на 1886 рік складалася з 3 поселень, 3 сільських громад. Населення — 2519 осіб (1299 чоловічої статі та 1220 — жіночої), 368 дворових господарств.
|                     | Площа, десятин | У тому числі орної, дес. |
| ------------------- | -------------- | ------------------------ |
| Сільських громад    | 1031           | 866                      |
| Приватної власності | 19735          | 2221                     |
| Казенної власності  | —              | —                        |
| Іншої власності     | 32             | 32                       |
| Загалом             | 20798          | 3119                     |

Основні поселення волості:
- Павлівка (Наковальніна) — колишнє власницьке село при річці Терса за 75 верст від повітового міста, 1427 осіб, 214 дворів, православна церква, школа, постоялий двір, лавка, 3 ярмарки на рік.
- Новогригорівка (Тремсінова) — колишнє власницьке село при балці Водяній, 647 осіб, 93 двори.